# Lysianassa kerakae
Lysianassa kerakae is een vlokreeftensoort uit de familie van de Lysianassidae. De wetenschappelijke naam van de soort is voor het eerst geldig gepubliceerd in 1991 door Lyons & Myers.